# На ясный огонь
«На ясный огонь» — советский художественный фильм 1975 года, режиссёрская работа Виталия Кольцова по историко-революционной повести Михаила Зощенко «Возмездие» (1936). В фильме одну из своих главных ролей в кино сыграла Татьяна Доронина.
Название фильму дала одноимённая песня Булата Окуджавы (известная также как «Ночной разговор» и «Мой конь»), фрагмент которой в фильме исполняет Татьяна Доронина.

## Сюжет
Анна Касьянова, горничная генеральши Дубасовой, проживающей в Киеве, оказывается захваченной вихрем революционных событий и Гражданской войны. Она едет в деревню, чтобы обличить зажиточного крестьянина Степана Лукича, который эксплуатировал её в детстве. В Киеве её назначают в полк деревенской бедноты, а затем она становится комендантом поезда с ранеными. Доставив состав в Житомир, Анна встречает своего однофамильца, большевика Касьянова, с которым познакомилась ещё в годы революции, и получает новое задание. Поскольку в Крыму, занятому Белой Армией, оказалась утеряна связь с большевистским подпольем, Анне надо перейти границу и попасть в Симферополь, а потом в Ялту. Анна с Касьяновым, чувствующие симпатию друг к другу, договариваются обязательно встретиться после выполнения этого задания.
Анна переходит линию фронта, однако её тут же арестовывают. На допросе у полковника Пирамидова она говорит, что разыскивает своего любовника, белого офицера Бунакова (в действительности это один из офицеров, которых Анна до революции видела у Дубасовой). Пирамидов не верит ей, и Анну ведут расстреливать, однако стреляют холостыми патронами. После имитации расстрела один из белогвардейских офицеров, прапорщик Комаров, просит Пирамидова отпустить Анну и предлагает ей сожительство. Видя, что Комаров имеет большие связи и при этом всё время находится в состоянии алкогольного опьянения или под кокаином, Анна соглашается и едет с прапорщиком в Симферополь. Оказывается, однако, что конспиративная квартира в Симферополе разгромлена, и Анна просит Комарова перевестись в Ялту.
В Ялте Анна встречается с подпольщиками и передаёт им инструкции губкома. Она также возвращается на место, где её арестовали после перехода линии фронта, и находит там пояс с деньгами, который ей пришлось сбросить при аресте. Тем временем Красная Армия наступает на Крым, и белогвардейцы в Ялте готовятся к отплытию на пароходах в Константинополь. Введена новая система пропусков, и Анна помогает подпольщикам, заставив Комарова сделать ей такой пропуск. Она отдаёт пропуск в ресторане подпольщику, выступающему там под видом артиста. На набережной Анна встречает Дубасова, его жену и Бунакова, однако те не узнают её.
Комаров собирается бежать на пароходе с Анной, но та отказывается, и Комаров понимает, кем та является на самом деле. Анна наблюдает отплытие парохода с Дубасовыми и Комаровым. В город входят красные. Анна встречается со своим возлюбленным Касьяновым.

## В ролях
- Татьяна Доронина — Анна Лаврентьевна Касьянова
- Борис Химичев — Николай Иванович Касьянов, большевик
- Ролан Быков — Лев Пантейлемонович Дубасов, генерал
- Елена Санаева — Нина Викторовна Дубасова, его жена
- Владимир Тихонов — Юлий Анатольевич Бунаков, поручик (поёт Владимир Ивашов)
- Лев Дуров — Василий Матвеевич Комаров, прапорщик
- Александр Лазарев — подпольщик
- Евгений Евстигнеев — Пирамидов, полковник контрразведки

### В эпизодах
- Борис Новиков — начальник станции (в титрах Б. Новиков)
- Пётр Глебов — председатель губкома
- Геннадий Морозов — белогвардейский офицер
- Евгений Гвоздёв — рабочий на митинге
- Николай Погодин — красноармеец
- Станислав Чекан — священник
- Виктор Филиппов — белогвардейский офицер
- Владимир Пицек — фотограф
- Александр Лебедев — раненый красноармеец
- Виктор Шульгин — Степан Лукич Деев
- Алексей Смирнов — владелец гостиницы в Ялте
- Алексей Бахарь — белогвардейский офицер
- Михаил Кокшенов — Мишка, сын Степана Лукича
- С. Гурзо
- Анатолий Ведёнкин — белогвардец-мародёр
- Анатолий Голик — Антон, сын Степана Лукича
- Герман Качин — белогвардец-мародёр
- Николай Гудзь — белогвардейский офицер (в титрах А. Гудзь)
- Александр Вигдоров — дьяк (нет в титрах)
- Рита Гладунко — эпизод (нет в титрах)
- Иван Матвеев — дежурный по станции (нет в титрах)

## Съёмочная группа
- Режиссёр-постановщик: Виталий Кольцов
- Авторы сценария: Эдгар Смирнов, Сергей Тарасов
- Оператор-постановщик: Игорь Черных, Виктор Тарусов
- Художник-постановщик: Владимир Аронин
- Песни: Булат Окуджава
- Композитор и дирижёр: Юрий Силантьев
- Звукооператор: Марк Бронштейн
- Режиссёр: Василий Панин
- Оператор: Виктор Тарусов
- Музыкальный редактор: Арсений Лаписов

## Музыка
В фильме звучат несколько песен Булата Окуджавы (главным образом фрагменты) — все песни исполняет Татьяна Доронина, а песня «Господа юнкера» звучит дважды, в её исполнении и в исполнении Владимира Ивашова.
В 1976 году фирма «Мелодия» выпустила в серии «Мелодии экрана» пластинку «Татьяна Доронина поёт песни Булата Окуджавы из кинофильма „На ясный огонь“»; на обложке указан список из четырёх песен: «Когда внезапно затихает», «Неистов и упрям», «Надежда, я вернусь тогда…» и «Мой конь». Песня «Мой конь» выпускалась также на сборном диске «Песни из кинофильмов на слова Булата Окуджавы» 1978 года.

## Критика
Фильм не получил большой известности и был встречен прохладно. Борис Химичев, который был мужем Татьяны Дорониной на момент съёмок, позже с сожалением отмечал: «единственный наш общий с Дорониной фильм „На ясный огонь“, снятый в годы совместной жизни, прошёл незамеченным. А картина была неплохая, Доронина в ней пела песни Окуджавы…»
Аналогично, по мнению Фёдора Раззакова, после громких фильмов конца 1960-х — начала 1970-х годов остальные киноработы Дорониной не были такими успешными, и фильмы «Капель» и «На ясный огонь» «с треском провалились в прокате».
Резко отрицательную рецензию опубликовал в год выхода фильма на экраны Михаил Швыдкой в журнале «Искусство кино». Критик заметил, что даже одного из имён Зощенко и Дорониной было достаточно, «чтобы ещё задолго до выхода привлечь к фильму прочное внимание зрителей, которые начнут предвкушать нечто доселе невиданное, едва узнают о запуске картины в производство», а учитывая подбор целого ряда известных артистов на другие роли, можно было предполагать, что «создатели фильма рассчитывали не на обычное зрительское внимание, а на некоторую суперпопулярность». При этом уже к середине фильма возникает сомнение в том, что все эти компоненты привели к удовлетворительному результату. Сохранив сюжет и текст оригинала, «авторы переосмыслили все эстетические качества повести», создав «некое лубочно-героическое сказание о революции, приключениях, любви и становлении личности». По мнению Швыдкого, фильм, «не собранный в органичное целое единым художественным мироощущением его создателей, распадается на отдельные составляющие», причём «почти на каждой из них лежит удручающая печать вторичности». Что же касается песен Окуджавы, то они «безжалостно разрушают выбранную сценаристами и постановщиком кинематографическую эстетику», поскольку окончательно изолируют образ Анны, подчёркивая его «лирическую исключительность». Автор рецензии допускает при этом некоторые неточности, называя Бориса Химичева «В. Химич» и приписывая исполнение роли председателя губкомитета В. Самойлову (в действительности П. Глебов).
По мнению Дмитрия Быкова, это «экранизация одной из самых слабых и вымученных работ Зощенко», «добротная, хоть и без блеска, приключенческая картина о крымском подполье времён Гражданской».